# Shinya Kawashima
Shinya Kawashima (川島 眞也 Kawashima Shinya?, nacido el 22 de julio de 1978 en Shizuoka) es un exfutbolista japonés. Jugaba de defensa y su último club fue el FC Gifu de Japón.

## Trayectoria

### Clubes
| Club                | País  | Año         |
| ------------------- | ----- | ----------- |
| Sanfrecce Hiroshima | Japón | 1997 - 2002 |
| Urawa Reds          | Japón | 2001        |
| Avispa Fukuoka      | Japón | 2002 - 2007 |
| FC Gifu             | Japón | 2008 - 2012 |

## Estadística de carrera

### J. League
| Club                | Año   | J. League | J. League | Copa J. League | Copa J. League | Total | Total |
| Club                | Año   | Part.     | Goles     | Part.          | Goles          | Part. | Goles |
| ------------------- | ----- | --------- | --------- | -------------- | -------------- | ----- | ----- |
| Sanfrecce Hiroshima | 1997  | 0         | 0         | 0              | 0              | 0     | 0     |
| Sanfrecce Hiroshima | 1998  | 3         | 0         | 2              | 1              | 5     | 1     |
| Sanfrecce Hiroshima | 1999  | 4         | 0         | 2              | 0              | 6     | 0     |
| Sanfrecce Hiroshima | 2000  | 23        | 1         | 3              | 0              | 26    | 1     |
| Sanfrecce Hiroshima | 2001  | 4         | 0         | 1              | 0              | 5     | 0     |
| Urawa Reds          | 2001  | 0         | 0         | 0              | 0              | 0     | 0     |
| Sanfrecce Hiroshima | 2002  | 8         | 0         | 6              | 0              | 14    | 0     |
| Avispa Fukuoka      | 2002  | 14        | 0         | -              | -              | 14    | 0     |
| Avispa Fukuoka      | 2003  | 39        | 3         | -              | -              | 39    | 3     |
| Avispa Fukuoka      | 2004  | 12        | 0         | -              | -              | 12    | 0     |
| Avispa Fukuoka      | 2005  | 18        | 1         | -              | -              | 18    | 1     |
| Avispa Fukuoka      | 2006  | 12        | 0         | 4              | 0              | 16    | 0     |
| Avispa Fukuoka      | 2007  | 33        | 2         | -              | -              | 33    | 2     |
| FC Gifu             | 2008  | 38        | 2         | -              | -              | 38    | 2     |
| FC Gifu             | 2009  | 8         | 0         | -              | -              | 8     | 0     |
| FC Gifu             | 2010  | 17        | 0         | -              | -              | 17    | 0     |
| FC Gifu             | 2011  | 14        | 1         | -              | -              | 14    | 1     |
| FC Gifu             | 2012  | 0         | 0         | -              | -              | 0     | 0     |
| Total               | Total | 247       | 10        | 18             | 1              | 265   | 11    |